# Élections municipales trinidadiennes de 2019
Les élections municipales trinidadiennes de 2019 ont lieu le 2 décembre 2019 sur l'île de Trinité à Trinité-et-Tobago afin de renouveler les 139 sièges de conseillers des 14 municipalités de l'île.
Le Mouvement national du peuple et le Congrès national uni remportent 7 municipalités chacun, le premier en perdant une au profit du second.